# Faust Vrančić

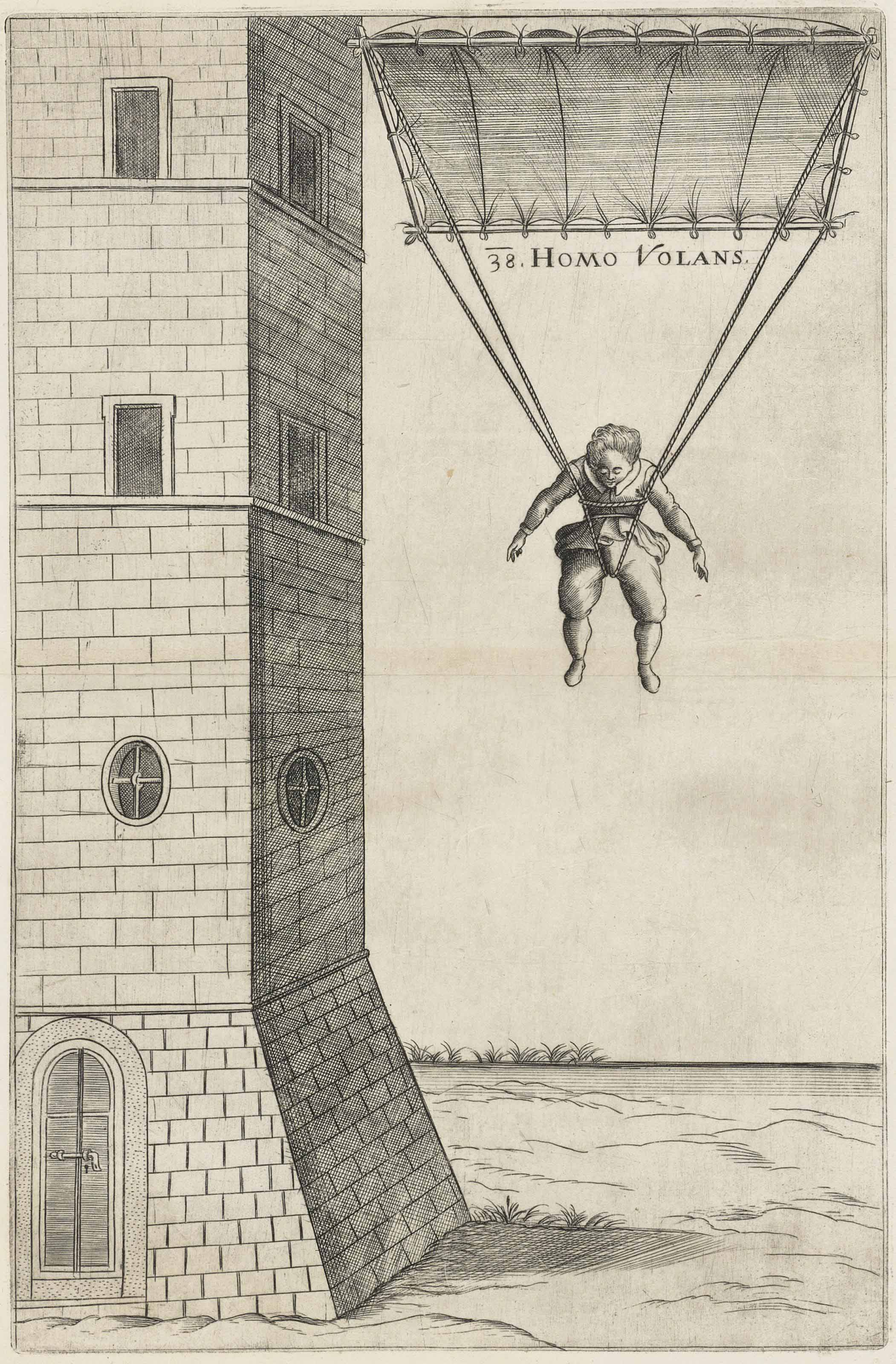
Vyobrazení prvního vyzkoušeného padáku v knize Machinae Novae

Faust Vrančić, italsky Fausto Veranzio (asi 1551, Šibenik – 17. leden 1617, Benátky) byl renesanční učenec narozený na území dnešního Chorvatska (tehdy Benátské republiky). Proslul především jako průkopník padákového létání.

## Život
Pocházel ze šlechtické rodiny. Jeho otec Michel Veranzio byl básník, strýc Antonio Veranzio (Antun Vrančić, 1504–1573) byl ostřihomský arcibiskup. Už jako dítě byl poslán do Benátek, aby zde získal vzdělání. Později studoval na univerzitě v Padově, kde poslouchal přednášky z mechaniky a fyziky, ale také z práva.
Poté, od roku 1579, působil na dvoře Rudolfa II. v Praze, kde zastával funkci císařského tajemníka pro Uhry a Transylvánii. Císař Rudolf velmi přál vědám všeho druhu, a tak měl Vrančić možnost být v úzkém kontaktu s Johannesem Keplerem či Tychem Brahem. V Praze žil patnáct let.
Po smrti své ženy Prahu opustil a přesídlil do Uher. Roku 1609 se vrátil do Benátek a vstoupil do katolického řeholního řádu Barnabitů. V ústraní kláštera se začal naplno věnovat vědě, studoval zejména spisy Leonarda da Vinci a z této doby pocházejí jeho největší objevy a díla, zejména spis Machinae Novae, který vyšel v Benátkách roku 1615 nebo 1616.

## Dílo
Machinae Novae vyšel v pěti jazycích současně (latinsky, italsky, francouzsky, španělsky a německy). Všechny jazykové verze napsal sám Vrančić a každá je trochu jiná. Do dnešních dnů se dochovalo jen několik kopií. Autor v knize popisuje 56 nových strojů a mechanismů. Pozoruhodné je, že k nim patří i nákres zařízení na zisk solární a vodní energie (využití přílivu a odlivu). Převažují různé typy mlýnů (18 nákresů), například větrný mlýn s vertikální i horizontální vrtulí. Průkopnické jsou rovněž návrhy mostů – zřejmě jako první v historii Vrančić navrhl most visutý a závěsný. V knize je navržena též řada zemědělských strojů, kočárů, lodí či tiskařských strojů. K nejznámějším patří konstrukce ze dřeva a plátna, kterou nazval Homo Volans (Člověk letící), což byl jeden z prvních padáků v historii (v knize jde o nákres č. 38). Nákres padáku vytvořil sice už Leonardo da Vinci sto let před Vrančićem, Leonardo však svůj padák nikdy nevyrobil a nevyzkoušel. Vrančić tak učinil a 17. ledna 1617 s pomocí svého padáku, jako první v historii, skočil ze zvonice baziliky svatého Marka v Benátkách. Při tom se zřejmě zabil. Jiné zdroje však uvádějí, že zemřel na cestě do rodného Chorvatska.
Jeho zájmy byly velmi široké, jak bylo v té době obvyklé. Vytvořil rovněž významné dílo lexikografické, a to pětijazyčný slovník Dictionarium quinque nobilissimarum Europæ linguarum, Latinæ, Italicæ, Germanicæ, Dalmatiæ, & Vngaricæ. Jde o slovník latiny, italštiny, němčiny, chorvatštiny a maďarštiny. Zejména pro rozvoj a dějiny chorvatštiny a maďarštiny má slovník epochální význam, například užívání „sz“ a „cz“ v psané maďarštině pochází právě od Vrančiće.
Psal však též díla z oblasti historiografie, teologie, logiky či etiky.

## Odkazy

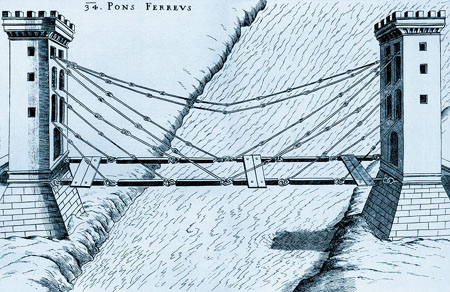
Historicky první návrh železného visutého mostu